# دوردی نوردبی
دوردی نوردبی (انگلیسی: Dordi Nordby؛ زادهٔ ۸ april ۱۹۶۴ (۶۰ سال)) ورزشکار کرلینگ اهل نروژ است.